# Lloyds Bank (Lissabon)

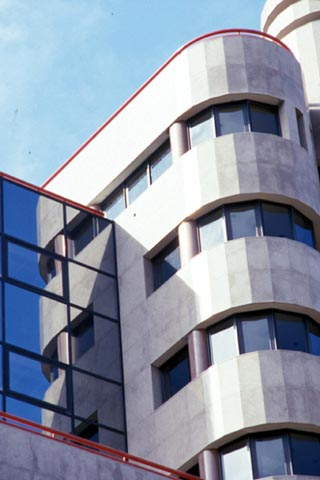
Fassade der ehemaligen Lloyds Bank

Das Gebäude der Lloyds Bank ist ein Bürogebäude im Zentrum der portugiesischen Hauptstadt Lissabon.

## Geschichte
Es wurde 1984 als Zentrale der britischen Lloyds Bank Plc. in Portugal an der Prachtstraße Avenida da Liberdade errichtet. Ausführender Architekt war António Augusto Nunes de Almeida, der dafür 1988 mit dem Prémio Valmor ausgezeichnet wurde.
Heute befindet sich in dem Gebäude die portugiesische Zentrale des Banco Bilbao Vizcaya Argentaria (BBVA).